# Реметеа Маре
Реметеа Маре (рум. Remetea Mare) насеље је у Румунији у округу Тимиш у општини Реметеа Маре. Oпштина се налази на надморској висини од 96 m.

## Прошлост
По "Румунској енциклопедији" место се помиње 1333. године. На Марсилијевој карти 1723. године је уцртана "Ремета". Било је посед племићке породице Амбрози. Још 1720. године Лудовик Амбрози је саградио дворац у месту. За време грађанског рата 1848-1849. године у дворцу је била импровизована војна болница.
Ремета је 1764. године православна парохија у Темишварском протопрезвирату. По аустријском царском ревизору Ерлеру 1774. године "Ремета" је била у Буковачком округу, Темишварског дистрикта. Становништво је било претежно влашко. Када је 1797. године пописан православни клир у Ремети су била два свештеника Петровића. Пароси, поп Теодор (рукоп. 1773) и поп Аким (Аћим!) (1783) мада очигледно пореклом Срби, служили су се само румунским језиком.

## Становништво
Према подацима из 2002. године у насељу је живело 3521 становника.

### Попис2002.
| Расподела становништва по националности 2002.‍ | Расподела становништва по националности 2002.‍ | Расподела становништва по националности 2002.‍ | Расподела становништва по националности 2002.‍ | Расподела становништва по националности 2002.‍ |
| --------------------------------------------- | --------------------------------------------- | --------------------------------------------- | --------------------------------------------- | --------------------------------------------- |
|                                               |                                               |                                               |                                               |                                               |
| Румуни                                        | Румуни                                        |                                               | 3.263                                         | 92,8%                                         |
| Мађари                                        | Мађари                                        |                                               | 122                                           | 3,5%                                          |
| Роми                                          | Роми                                          |                                               | 86                                            | 2,4%                                          |
| Украјинци                                     | Украјинци                                     |                                               | 16                                            | 0,5%                                          |
| Немци                                         | Немци                                         |                                               | 16                                            | 0,5%                                          |
| Срби                                          | Срби                                          |                                               | 3                                             | 0,1%                                          |
| Словаци                                       | Словаци                                       |                                               | 8                                             | 0,2%                                          |
| Италијани                                     | Италијани                                     |                                               | 4                                             | 0,1%                                          |

### Хронологија
| Година       | 1992 | 1993 | 1994 | 1995 | 1996 | 1997 | 1998 | 1999 | 2000 | 2001 | 2002 | 2003 | 2004 | 2005 | 2006 | 2007 | 2008 | 2009 | 2010 | 2011 | 2012 | 2013 | 2014 | 2015 | 2016 | 2017 |
| ------------ | ---- | ---- | ---- | ---- | ---- | ---- | ---- | ---- | ---- | ---- | ---- | ---- | ---- | ---- | ---- | ---- | ---- | ---- | ---- | ---- | ---- | ---- | ---- | ---- | ---- | ---- |
| Становништво | 3437 | 3360 | 3331 | 3299 | 3252 | 3203 | 3217 | 3192 | 3177 | 3169 | 3165 | 3181 | 3234 | 3266 | 3298 | 3377 | 2117 | 2162 | 2184 | 2250 | 2344 | 2423 | 2507 | 2551 | 2606 | 2647 |